# Nasir ad-Din al-Qasri Muhammad ben Ahmad
Pour les articles homonymes, voir An-Nasir.
Nâsir ad-Dîn al-Qâsrî Muhammad ben Ahmad ou Mohammed al-Qâsrî est le quatrième sultan wattasside de Fès. Il succède à son père Abû al-`Abbâs Ahmed pendant sa période de captivité, prisonnier du prince saadien Mohammed ech-Cheikh en 1545. Abû al-`Abbâs Ahmed cède Meknès comme prix de sa libération. Mohammed al-Qâsrî meurt en 1547 et Abû al-`Abbâs Ahmed reprend le pouvoir pour quelque temps.